# Get Up (50-Cent-Lied)
Get Up ist ein Lied des US-amerikanischen Rappers 50 Cent. Es wurde erstmals am 7. Oktober 2008 veröffentlicht. Get Up sollte ursprünglich auf dem Album Before I Self Destruct enthalten sein. Produzent für den Song war Scott Storch. Laut 50 Cent ist der Song von 2Pacs Lied California Love inspiriert.

## Hintergrund
Der Track wurde von 50 Cent erstmals am 7. Oktober 2008 auf Myspace und seiner Seite ThisIs50.com veröffentlicht, auf iTunes dann eine Woche später. Am 30. Oktober desselben Jahres erschien die explizite Version auch auf YouTube.
Im Text geht es darum, Leute auf der Tanzfläche zum Tanzen zu bringen. 50 Cent arbeitete erneut mit Scott Storch zusammen, welcher vorher zusammen mit ihm bereits Candy Shop und Just a Lil Bit produziert und geschrieben hatte.

## Musikvideo

2Pacs California Love war laut 50 Cent eine Inspiration für Get Up.

Das offizielle Musikvideo wurde erstmals am 16. Juni 2009 bei YouTube veröffentlicht. Dort bekam es bisher (Oktober 2012) rund 23 Millionen Aufrufe. Das Musikvideo zeigt zu Beginn 50 Cent beim Trainieren. Am Ende des Videos steht 50 Cent mit einer Frau vor einem Gang als der letzte Mann auf der Erde. Die Aufnahme ist an den Film I Am Legend angelehnt. Unter anderem wirkten Lloyd Banks, Tony Yayo und Spider Loc am Clip mit. 50 Cent erklärte gegenüber MTV News:

“I wanted to do something more exciting and interesting than the traditional club video. The directors come in, and guys present treatments to me, and they aren’t my usual video directors, and we came up with a concept for it, just a little more futuristic. I took a scene that I seen in a Will Smith film, I Am Legend… It’s a collage that I thought was interesting.”

„Ich wollte etwas interessanteres und spannenderes machen. Die Regisseure kommen rein, […] nicht die üblichen, und wir sind zum Schluss gekommen, etwas futuristischeres zu machen. Ich nahm eine Szene aus dem Will-Smith-Film I Am Legend… ich dachte, das wäre interessant.“

## Chartplatzierungen
Man konnte mit Get Up diverse Charts erreichen: Platz 73 in Australien, Platz vier in Belgien (Wallonien), Platz 31 in Kanada, Platz 33 in Irland, Platz 24 in Großbritannien und Platz 44 in den Vereinigten Staaten. In Belgien blieb man sieben, in Kanada elf, in Irland neun, in Großbritannien acht und in den Vereinigten Staaten neun Wochen in den Charts.
| ChartsChartplatzierungen       | Höchstplatzierung | Wochen |
| ------------------------------ | ----------------- | ------ |
| Vereinigtes Königreich (OCC)   | 24 (8 Wo.)        | 8      |
| Vereinigte Staaten (Billboard) | 44 (9 Wo.)        | 9      |